# Autódromo de Dubai

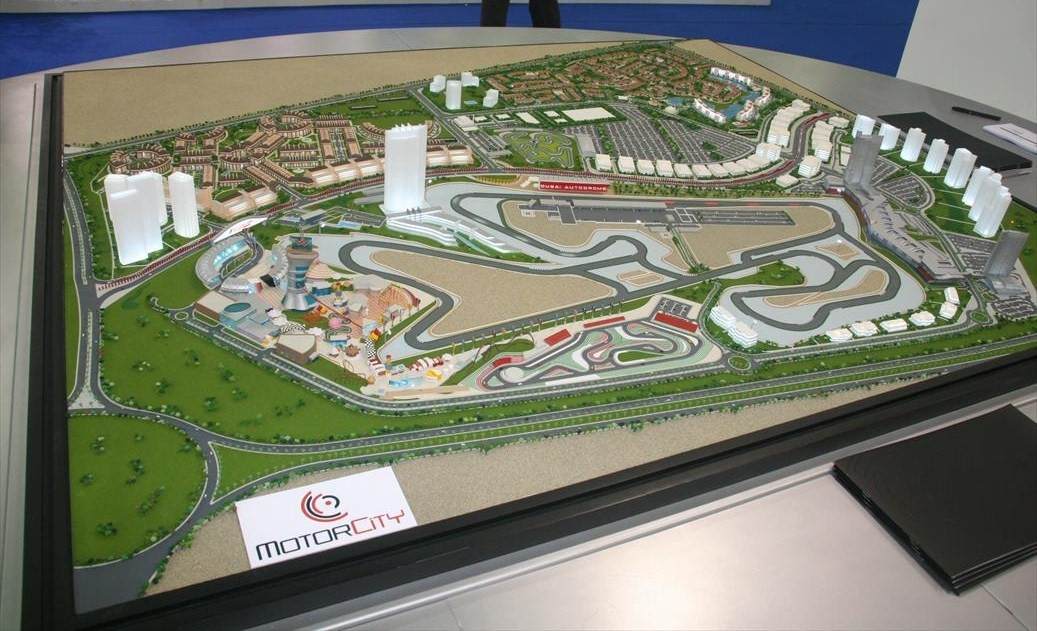
Maquete do projeto MotorCity que inclui o Autódromo de Dubai.

O Autódromo de Dubai é um autódromo utilizado pela FIA de 5,39 km, localizado em Dubai, nos Emirados Árabes Unidos.

## Galeria de cursos para esta faixa

### Corrida de cursos
Estes cursos são os únicos com acesso ao pit, apenas a área

Grand Prix curso
Clube curso
Curso Internacional
Curso Nacional

### Manipulação de cursos

Curso de Manipulação de Colina
Curso de Manipulação Oval

## História
Inaugurado em outubro de 2004, o local sediou em dezembro de 2005 o A1 Grand Prix, foi proposto como um local de Grande Prêmio da Fórmula 1, mas foi escolhido como autódromo oficial dos Emirados Árabes Unidos, o Circuito de Yas Marina, em Abu Dhabi que realizou a corrida da Fórmula 1 de 2009 denominada Circuito Internacional do Barém, o circuito porém poderá abrigar diversas outras modalidades como MotoGP e Fórmula 3000.
Em 24 de julho de 2008, o site oficial V8 Supercars Austrália relatou que o Chefe Executivo de Gabinete Wayne Cattach sugeriu que a categoria não irá expandir-se para Dubai, num futuro próximo, devido à sanção.

## Kartódromo
No Autódromo de Dubai foi construído uma pista de Kart, que tem o nome de Kartódromo de Dubai. Está localizado em uma pista oficial, ao lado do parque apenas ao leste da região. a Kartdromella tem a medida de 1,2 km, e ela é de 17 mutkaa, mas que também contém duas versões do mais curtas (720m e 525m). Correr na pista, entre outras coisas, tem o Campeonato Endurance, bem como Ramadã Campeonato de Kart.